# 국제 과학 용어
국제 과학 용어(國際科學用語, 영어: international scientific vocabulary, ISV)는 기원 언어가 확실할 수도 있고 확실하지 않을 수도 있지만 현재 여러 현대 언어(즉, 귀화, 외래어 또는 번역차용 형식 등 언어 간 번역)로 사용되는 과학 용어 또는 전문 용어로 구성된다. 
"국제 과학 용어"라는 용어는 필립 밥콕 고브가 웹스터 사전(Webster's Third New International Dictionary) (1961)에서 처음으로 사용했다. 데이비드 크리스털이 언급한 것처럼 과학은 신조어 생성에서 특히 생산적인 분야이다.

## 같이 보기
- 의학 용어
- 학명
- 과학 용어